# Agenium
Agenium là một chi thực vật có hoa trong họ Hòa thảo (Poaceae).

## Loài
Chi Agenium gồm các loài: